# Christian Scheffler (Orgelbauer)

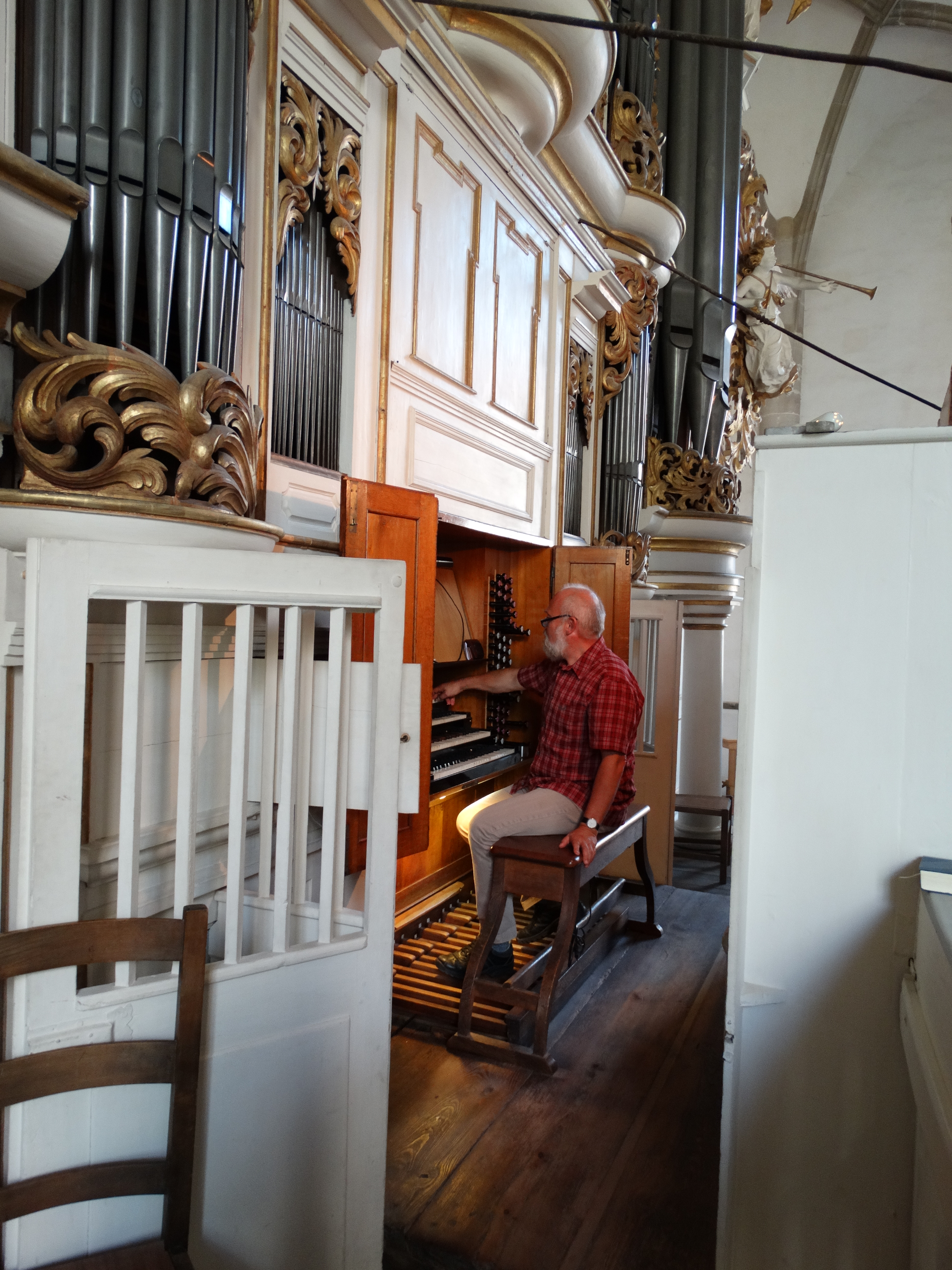
Christian Scheffler bei Wartungsarbeiten an der Orgel des Merseburger Doms

Christian Scheffler (* 5. Juli 1954 in Dessau) ist ein deutscher Orgelbauer.

## Biografie

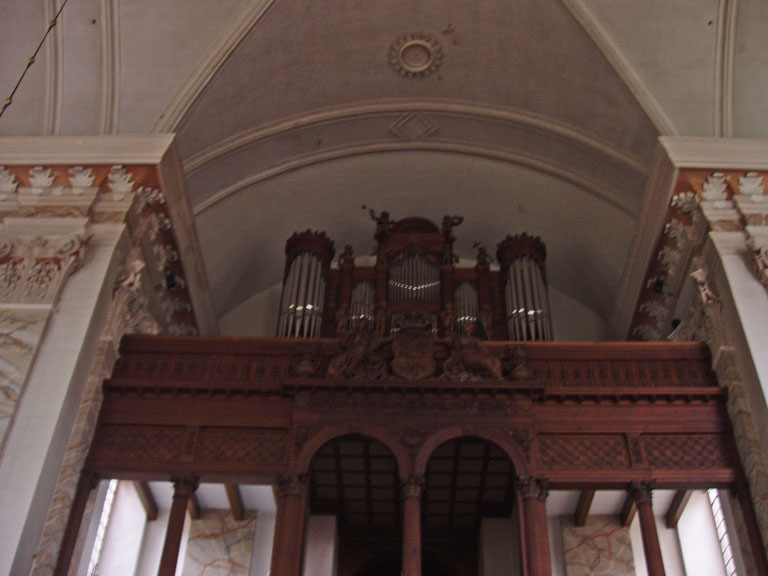
Orgel der Schelfkirche St. Nikolai

Christian Scheffler machte sein Abitur an der Erweiterten Oberschule „Philanthropinum“ in Dessau. Nach seinem Grundwehrdienst erlernte er 1975 den Beruf des Tischlers. Sein Interesse an der Orgelmusik brachte ihn zum Orgelbau. Von 1977 bis 1979 machte er eine Ausbildung zum Orgelbauer in der Firma VEB Frankfurter Orgelbau W. Sauer, Frankfurt (Oder). 
Während seiner Tätigkeit als Mitarbeiter der Firma absolvierte Scheffler von 1986 bis 1990 ein Fernstudium am Museum für Deutsche Geschichte und am Museum für Musikinstrumente der Universität Leipzig. Durch den erfolgreichen Studienabschluss und die Wende in der DDR eröffnete sich ihm die Möglichkeit zur Selbständigkeit. 
Er ist im Bund Deutscher Orgelbaumeister e. V. (BDO), der Internationalen Vereinigung der Orgelbauer (ISO), der Gesellschaft der Orgelfreunde e. V. (GDO) und dem Förderverein für Kirchenmusik Frankfurt (Oder) organisiert. Christian Scheffler ist verheiratet und hat vier Kinder. Seine Frau ist ebenfalls in der Firma tätig.

## Firmengeschichte
In einem ehemaligen LPG-Gebäude auf dem Gutshof in Sieversdorf eröffnete Scheffler am 1. November 1990 seine eigene Werkstatt. Die ersten Aufträge waren die Restaurierung der Walcker-Orgel in Sternberg und der Sauer-Orgel in Markgrafpieske. 
Mit der Vergrößerung der Firma erfolgte 1997 der Umzug in die ehemaligen Brennerei auf dem Gutshofgelände. Die Rekonstruktion des Gebäudes wurde 1995 mit dem Bundespreis für Handwerk in der Denkmalpflege bedacht.
Die international anerkannte Firma hat seit der Gründung neben den Restaurierungen auch eigene Werke geschaffen. In Sieversdorf werden darüber hinaus Konzerte und kulturelle Veranstaltungen organisiert. Der Orgelbaubetrieb ist Innungsbetrieb der Kreishandwerkerschaft.

## Werke (Auswahl)
- Schwerin, Schelfkirche St. Nikolai; Rekonstruktion der Orgel von 1858, erbaut von Friedrich Friese III, 18 Register, 22 Manuale, Pedal, mechanische Kegelladen.[5]
- im Jahr 2000 eingeweiht: Bergen, Norwegen, Skjold-Kirche; Orgelneubau, Ladegast-Kopie, 23 Register, 2 Manuale, Pedal, mechanische Kegelladen.[6]
- Hafnarfjörður, Island, Evangelische Kirche; Neubau, Stilkopie nach Wilhelm Sauer, 25 Register, 2 Manuale, Pedal, pneumatische Kegelladen
- Langenhain (Taunus), Evangelischen Kirche; Instandsetzung einer Orgel der Firma Orgelbau Friedrich Weigle, Stuttgart. An der Orgel des Jahres 1904 wurde ein Teil der Pfeifen ergänzt, ferner wurden die Pneumatik ausgetauscht und das Instrument neu intoniert.[7]
- Bad Ischl, Restaurierung der Kaiser-Jubiläums-Orgel anlässlich des Kulturhauptstadtjahres 2024.